# Fredric Landelius
Per Fredric Landelius (ur. 8 października 1884 w Eksjö, zm. 2 września 1931 w Borås) – szwedzki strzelec, pięciokrotny medalista olimpijski.
Landelius wystąpił dwukrotnie na igrzyskach (IO 1920, IO 1924), biorąc udział w dziesięciu konkurencjach. W Antwerpii zdobył trzy medale w czterech konkurencjach, w których startował. Został dwukrotnym wicemistrzem olimpijskim w strzelaniu podwójnym do sylwetki jelenia (zarówno indywidualnie, jak i drużynowo). Ponadto w trapie drużynowym osiągnął trzecie miejsce. Cztery lata później dwukrotnie zdobył medale olimpijskie, oba w drużynie (srebro w rundzie pojedynczej do sylwetki jelenia i brąz w rundzie podwójnej do sylwetki jelenia). 
Landelius jest trzykrotnym medalistą mistrzostw świata. Wszystkie zdobył na mistrzostwach świata w Sztokholmie (1929). Wywalczył jeden złoty (runda pojedyncza do sylwetki jelenia, 100 metrów, drużynowo) i dwa srebrne medale (runda podwójna do sylwetki jelenia ze 100 metrów drużynowo i trap).